# Don't Bother Me
«Don't Bother Me» es la primera canción escrita por George Harrison que aparece en un álbum de The Beatles. Apareció originalmente en el álbum With the Beatles en el Reino Unido, publicado en 1963, y en Estados Unidos en Meet the Beatles!, publicado en 1964.

## Composición
Harrison escribió «Don't Bother Me» mientras estaba enfermo en cama en el cuarto de un hotel de la ciudad de Bournemouth, Inglaterra, donde The Beatles estaban haciendo algunos shows durante el verano de 1963. Harrison nunca tuvo la canción en mucha cuenta, manifestando en una ocasión: «No fue una canción muy buena. La llegué a olvidar completamente una vez que estaba en el álbum». La consideró como una prueba para saber si era capaz de escribir una canción, diciendo al respecto: «por lo menos me dejó claro que todo lo que tenía que hacer era perseverar, y quizás algún día compondría algo bueno». Los Beatles nunca la interpretaron en directo, como ninguna otra canción de George, salvo If I Needed Someone. George recibió crédito en dos canciones anteriores, «In Spite of All the Danger» (McCartney/Harrison) y «Cry for a Shadow» (Harrison/Lennon). Ambos temas fueron grabados pero ninguno fue lanzado oficialmente por EMI Records hasta 1995 en el Anthology 1. Al ser la primera una composición principalmente de McCartney (Harrison recibiría crédito simplemente por tocar el solo de guitarra en la canción) y la segunda un pastiche instrumental de The Shadows, «Don't Bother Me» es considerada por muchos como la primera canción compuesta por Harrison (opinando lo mismo el propio autor).
El humor hosco y desolado de la letra —«So go away, leave me alone, don't bother me» («Así que lárgate, déjame solo, no me molestes»)— era algo inusual en The Beatles de aquella época, pero habría de ser característico en las composiciones posteriores de Harrison.
«Don't Bother Me» es una de las varias canciones que aparecen en la película A Hard's Day's Night durante una escena donde The Beatles bailan en un nightclub mientras el abuelo de Paul se divertía con el juego en otro lugar.

## Personal
El personal utilizado en la grabación de la canción fue el siguiente:
The Beatles
- George Harrison – voz (doblada a dos pistas), guitarra solista (Gretsch Country Gentleman).
- John Lennon – guitarra rítmica (Rickenbacker 325c58), pandereta.
- Paul McCartney – bajo (Höfner 500/1 61´), claves.
- Ringo Starr – batería (Ludwig Downbeat Oyster Black Pearl), bongós.

Equipo de producción
- George Martin – producción
- Norman Smith – ingeniería de sonido